# Earl King
Earl Silas Johnson IV (Nova Orleans, 7 de Fevereiro de 1934 – Nova Orleans, 17 de Abril de 2003) foi um cantor, guitarrista, e compositor estadunidense. 
A maior parte de sua carreira activa foi no blues, sendo um compositor de padrões bem conhecidos, como "Come On" (abrangido por Jimi Hendrix), e "Big Boss" do Professor Longhair ; Ele é considerado uma das figuras mais importantes do R&B de Nova Orleans.[carece de fontes?]

## Discografia

### Álbuns Originais
- "Street Parade" (Charly, released in 1982, recorded in 1972)
- "That Good Old New Orleans Rock 'n Roll" (Sonet, 1977)
- "Glazed" (Black Top, 1986)
- "Sexual Telepathy" (Black Top, 1990)
- "Hard River To Cross" (Black Top, 1993)

### Compilações
- "Come On: The Complete Imperial Recordings" (Okra-Tone, 2003)
- "Earl's Pearls: The Very Best of Earl King 1955-1960 (Westside, 1997)
- "The Chronological Earl King 1953-1955" (Classics, 2006)